# Хайям (пьеса)
«Хайям» (азерб. Xəyyam) — трагедия азербайджанского драматурга Гусейна Джавида, написанная им в 1935 году. Посвящена известному персидскому поэту-мыслителю Омару Хайяму. Впервые была опубликована в 1963 году в Баку. Поставлена в марте 1970 года на сцене Азербайджанского драматического театра в Баку.

## История пьесы
Гусейн Джавид написал пьесу «Хайям» в 1935 году. В этом же году пьеса была удостоена 3-го места на конкурсе литературных произведений Азербайджанской ССР.
Гусейн Джавид в своё время отправил пьесу своему другу, жившему в Ереване. После продолжительного времени, в 1957 году, дочери Гусейна Джавида, Туран Джавид удалось найти произведение в городе Ереван и привезти в Баку.
Впервые пьеса была опубликована в 1963 году издательством «Азернешр» в Баку.
12 марта 1970 года пьеса была поставлена на сцене Азербайджанского государственного академического драматического театра имени М. Азизбекова народным артистом СССР, профессором Мехти Мамедовым. Художественное оформление спектакля и эскизы были подготовлены художником Эльчином Мамедовым, а музыка — написана народным артистом Азербайджанской ССР, лауреатом Государственной премии СССР Джахангиром Джахангировым. В ролях играли Мехти Мамедов, Шафига Мамедова, Гасан Турабов, Мамедрза Шейхзаманов, Исмаил Османлы и др.